# Río Negro megye
Río Negro egy megye Uruguayban. A fővárosa Fray Bentos.

## Földrajz
Az ország nyugati részén található. Megyeszékhely: Fray Bentos 

## Történelem
1868-ban jött létre Paysandú megye egy részéből.